# چارلز تامسون ریس ویلسون
چارلز تامسون ریس ویلسون (به انگلیسی: Charles Thomson Rees Wilson) (زاده ۱۴ فوریه ۱۸۶۹ – درگذشته ۱۵ نوامبر ۱۹۵۹) یک فیزیکدان و هواشناس اسکاتلندی بود. او در سال ۱۹۲۷ (میلادی) به خاطر کشف روش آشکارسازی مسیر ذرات باردار در بخار متراکم موفق به دریافت جایزه فیزیک نوبل گردید.